# Маркон, Андре
Андре Маркон (фр. André Marcon; род. 6 июля 1948 год, Сент-Этьен, Франция) — французский актёр театра, кино и телевидения.

## Биография
Андре Маркон родился 6 июля 1948 года в городе Сент-Этьен (департамент Луара во Франции). Актёрскую карьеру начал в конце 1960-х годов в театре, где работает и по сей день. Играет в постановках по пьесам Шекспира, Мольера, Мариво, Валер Новарина и других.
В кино Андре Маркон дебютировал в 1977 году. Играл преимущественно эпизодические и роли второго плана. За время своей актёрской карьеры он сыграл в более 70 ролей в кино и на телевидении. Снимался у таких режиссёров, как Колин Серро, Мишель Девиль, Жак Риветт, Ив Анжело, Оливье Ассаяс, Бертран Бонелло, Гийом Гальен, Бенуа Жако и других.
В 2016 году Маркон сыграл главную мужскую роль в фильме Ксавье Джанноли «Маргарита», за которую был номинирован на кинопремию «Сезар» 2016 года в категории «Лучший актёр второго плана».
Для телевидения Андре Маркон среди прочего воплотил несколько образов реальных исторических личностей, в частности Оноре де Бальзака в фильме «Жорж Санд, свободная женщина» (1994), Луи Пастера в фильме «Пастер, человек который видел» (2011) и Франсуа Миттерана в фильме «Святилище» (2015).

## Избранная фильмография
| Год  |   | Русское название     | Оригинальное название     | Роль                |
| ---- | - | -------------------- | ------------------------- | ------------------- |
| 1980 | ф | Путешествие вдвоём   | Le Voyage en douce        | посетитель концерта |
| 2006 | ф | Ассистентка          | La Tourneuse de pages     | мистер Веркер       |
| 2012 | ф | Шутки в сторону      | De l'autre côté du périph | Шалиньи             |
| 2013 | ф | Тур де Шанс          | La grande boucle          | Даниель Лафарж      |
| 2015 | ф | Маргарита            | Marguerite                | Жорж Дюмон          |
| 2016 | ф | Будущее              | L'Avenir                  | Хайнц               |
| 2019 | ф | Офицер и шпион       | J'accuse                  | Эмиль Золя          |
| 2020 | ф | Счастливо оставаться | Adieu les cons            | Месье Тютль         |
| 2021 | ф | Чёрный ящик          | Boîte noire               | Дорваль             |